# Onitis androcles
Onitis androcles là một loài bọ cánh cứng trong họ Bọ hung (Scarabaeidae).